# جيمس بي. ووكر (سياسي)
جيمس بي. ووكر هو سياسي أمريكي، ولد في 14 مارس 1851 في ممفيس في الولايات المتحدة، وتوفي في 19 يوليو 1890 بسبب إنفلونزا. نشط حزبياً في الحزب الديمقراطي. وقد انتخب عضو مجلس النواب الأمريكي ‏.